# Parafia Najświętszej Maryi Panny Matki Kościoła w Dąbrowie Górniczej
Parafia Najświętszej Maryi Panny Matki Kościoła w Dąbrowie Górniczej – rzymskokatolicka parafia położona w dekanacie dąbrowskim – św. Antoniego z Padwy, diecezji sosnowieckiej, metropolii częstochowskiej, erygowana w 1977 roku.
Kościół parafialny został konsekrowany 4 września 1994 roku przez bp. Adama Śmigielskiego.

## Proboszczowie
- ks. Zenon Kulejewski (1977–1985)[1]
- ks. Jan Błaszczyk (1985–1998)[1]
- ks. Janusz Sroka (od 1998)